# Courage zeigen
Unter dem Motto Courage zeigen (vorher Rock gegen Rechts) fand zwischen 1997 und 2011 an jedem 30. April des Jahres vor dem Leipziger Völkerschlachtdenkmal ein Konzert statt. Seit 2012 ist der Leipziger Marktplatz der Austragungsort der Veranstaltung.
Ursprünglich fand es statt, um einen Aufmarsch von Anhängern rechtsextremer Parteien am 1. Mai auf diesem Platz zu verhindern. Inzwischen ist das Ereignis zum größten regelmäßig stattfindenden Rockkonzert Leipzigs geworden. Alle beteiligten Künstler treten ohne Gage auf, es wird kein Eintritt verlangt.
Im Vorfeld des Konzerts findet das Festival Junge Musiker gegen Gewalt und Rassismus statt, bei dem junge Künstler ihr Können unter Beweis stellen können. Die Besten treten während des Courage zeigen-Konzerts auf. Im Jahr 2006 traten erstmals die ersten beiden Bestplatzierten des Wettbewerbs beim Konzert auf.
Unter anderem traten Künstler und Bands wie: Silly, Die Prinzen, Hannes Wader, Mutabor oder Die Happy auf. Ebenso ist Prinzen Sänger Sebastian Krumbiegel jedes Jahr als Moderator und Schirmherr mit dabei.

## Liste der bisherigen Gewinnerbands
| Jahr                      | 1. Platz         | 2. Platz      | 3. Platz    |
| ------------------------- | ---------------- | ------------- | ----------- |
| 2001 (3. Jugendfestival)  | Ska-T            | k. A.         | k. A.       |
| 2004 (6. Jugendfestival)  | KaiTec & Mythos  | Propaganja    | k. A.       |
| 2005 (7. Jugendfestival)  | Sequoyah         | k. A.         | k. A.       |
| 2006 (8. Jugendfestival)  | 3apes            | Shaype        | New Reality |
| 2007 (9. Jugendfestival)  | Lick Quarters    | 2 Steps Ahead | Yoursort    |
| 2008 (10. Jugendfestival) | Blossom          | Jetzt         | Shredder    |
| 2009 (11. Jugendfestival) | Flimmerfrühstück | Grünfeuer     | Lounge Act  |